# Francesco Marcoleoni
Francesco Marcoleoni (Verona, ... – XVII secolo) è stato un pittore italiano.

## Biografia
Fu attivo nell'ambito della corte dei Gonzaga di Mantova tra la fine del Cinquecento e l'inizio del Seicento (1588-1614). 
Fu copista e autore di pitture di genere e nature morte.
La sua copia più famosa, Deposizione di Paolo il fiammingo per la cappella superiore di Santa Croce in Corte, riproduceva la pala d'altare di Rubens con la Deposizione dalla croce (1602-1603), commissionata al pittore fiammingo da Eleonora de' Medici. L'opera di Marcoleoni fu donata dai Gonzaga alla chiesa di Santa Maria Assunta di Susano, presso Castel d'Ario.

## Opere
- Deposizione dalla croce, (1610-1614), collezione privata, Mantova

## Fonte
- Mostra Eleonora de' Medici Gonzaga e l'oratorio sopra Santa Croce: pittura devota a corte, Palazzo Ducale, Sala degli Arceri, Mantova, 9 settembre - 11 dicembre 2005.

| Controllo di autorità | VIAF (EN) 96093809 · ULAN (EN) 500061049 |